# Goniothalamus sesquipedalis
Goniothalamus sesquipedalis là loài thực vật có hoa thuộc họ Na. Loài này được (Wall.) Hook.f. & Thomson mô tả khoa học đầu tiên năm 1855.